# Mistrzostwa Azji w Piłce Siatkowej Kobiet 1987
IV Mistrzostwa Azji w piłce siatkowej kobiet odbyły się w 1987 roku w miejscowości Szanghaj, Chiny. W mistrzostwach wystartowało 11 reprezentacji. Mistrzem została reprezentacja Chin – po raz drugi w historii. W mistrzostwach zadebiutowały reprezentacje Tajlandii, Singapuru, Malezji i Makau.

## Klasyfikacja końcowa
| Miejsce | Reprezentacja    |
| ------- | ---------------- |
|         | Chiny            |
|         | Japonia          |
|         | Korea Południowa |
| 4.      | Nowa Zelandia    |
| 5.      | Tajlandia        |
| 6.      | Indonezja        |
| 7.      | Australia        |
| 8.      | Singapur         |
| 9.      | Malezja          |
| 10.     | Hongkong         |
| 11.     | Makau            |